# Пилипенко Віктор Сергійович
Віктор Сергійович Пилипенко (нар. 1986) — український військовик, учасник російсько-української війни, учасник Помаранчевої революції, Революції гідності, мовного Майдану, засновник спільноти українських ЛГБТІК+ військових та ветеранів, голова громадської організації УКРАЇНСЬКІ ЛГБТ ВІЙСЬКОВІ ЗА РІВНІ ПРАВА . Другий, після Олега Копка, український військовий, який відкрито заявив про свою гомосексуальну орієнтацію.

## Життєпис
Народився у родині спадкових військових (прадід та дід були військовиками). Навчався у Рівненській гуманітарній гімназії, згодом у Києві закінчив гімназію (№ 117 імені Лесі Українки) та університет КПІ, отримав фах перекладача. Працював у компанії «Embassy of Canada to Ukraine». Нині працює проєктним менеджером у правозахисних організаціях.
Служив у армії.
До початку Євромайдану, жив і працював у ОАЕ, в Дубаї. Коли почалась Революція гідності, відмовився від контракту й повернувся до Києва, де вступив до лав 40 сотні самооборони Євромайдану.
На фронт пішов добровольцем після котла в Іловайську у вересні 2014-го. Приєднався до батальйону спецпризначення НГУ Донбас, у якому був гранатометником та стрільцем-санітаром. Мав позивний «Француз». 
Спочатку перебував на Луганщині, а згодом був переправлений до Широкиного, що на Донеччині, де служив до травня 2016 року, включно. Став учасником запеклих боїв за Широкине , обороняв Маріуполь. Був нагороджений громадою Маріуполя «Знаком пошани захиснику Маріуполя», відзнакою Начальника Генерального Штабу Збройних сил України «Учасник АТО», відзнакою Президента України «За оборону України».
Під час служби в батальйоні приховував свою орієнтацію.

Через два роки після повернення з фронту, улітку 2018 р., вирішив здійснити камінг-аут та після цього долучитися до активної правозахисної громадської та волонтерської діяльності. Взяв участь у фотовиставці, присвяченій ЛГБТ-військовим на передовій. Закликав усіх військових, які приховують свою орієнтацію, послідувати його прикладу та відкритися суспільству, не ховатися.
У 2019 році підтримав КиївПрайд, організувавши й вийшовши з окремою колоною ЛГБТ-військових на Марші Рівності.
Є головою спільноти та громадської організації «Українські ЛГБТ-військові за рівні права», яке підтримує зокрема й Фонд сприяння демократії Посольства США в Україні.
Організовує, створює та проводить різноманітні заходи в містах України разом з іншими ЛГБТ-військовими, адвокатує законопроєкт 9103 Про Цивільні партнерства та законопроєкт щодо боротьби з проявами дискримінації 5488.
Займається також літературною творчістю. 2021 року його вірші та прозові мініатюри було опубліковано в антології творчості українців Об'єднаних Арабських Еміратів «Подих пустелі» (Ужгород, видавництво РІК-У).
Проживає у Києві.
З 24 лютого 2022 року — першого дня російського вторгнення в Україну — у складі 72 Бригади Чорні Запорожці, піхотинець, згодом - стрілець-парамедик, згодом - бойовий медик 2-ї механізованої роти, згодом - санітар евак команди 1 механізованого батальйону. Обороняв Київ, брав участь у бойових діях на інших ділянках фронту (Харківщина, Луганщина, Донеччина). З 26 липня 2022 р. — молодший сержант. Нагороджений медаллю «За військову службу Україні», почесним нагрудним знаком Начальника Генерального штабу — Головнокомандувача Збройних Сил України «За взірцевість у військовій службі» третього ступеня

## Інциденти
Під час акції вшанування загиблих захисників України у Києві у серпні 2019 року на Віктора Пилипенка було скоєно напад на ґрунті ненависті від колишнього товариша по службі, православного священника. На інцидент відреагували міжнародні організації, зокрема Моніторингова місія ООН з прав людини.

В ефірі українського інформаційно-аналітичного телеканалу «Апостроф TV» у червні 2020 року, де обговорювалася тема «Нетрадиційна сексуальна орієнтація в Україні: чи є шанс на легалізацію», трапився конфлікт з консервативним політиком Дмитром Корчинським, який досить агресивно висловлював свою негативну позицію щодо ЛГБТ і під час виступу Віктора Пилипенка не втримався та хлюпнув тому в обличчя склянку води.

У березні 2021 року виник скандал після публічного заклику до охочих ЛГБТ+ людей, військових, а також дружніх до ЛГБТ+ спільноти людей, підписати контракт із однією з мотопіхотних частин ЗСУ. Зокрема, деякі праворадикальні угруповування після цього звинуватили Віктора Пилипенка і його об'єднання у тому, що вони працюють проти України через те, що їхній сайт був створений на зареєстрованому у Швейцарії, а наразі в Арізоні, США, конструкторі Tilda, власником якого, втім є російський підприємець та артдизайнер Нікіта Обухов. Російські ЗМІ у ті ж години, що й праворадикали, перекрутили інформацію і подали так, що нібито в Україні, в рядах ЗСУ, формують спеціальний ЛГБТ-підрозділ.

У серпні 2021 року член невідомої праворадикальної групи представився військовим-геєм та проник у закритий чат для спілкування хлопців-військових геїв та бісексуалів Братство Ахілла звідки викрав та виклав в телеграм каналах особисті відео сексуального характеру за участі Віктора Пилипенка та відкритого гея військового Сергія Афанасьєва. Відео було викладене на телеграм каналі Катарсис з метою цькування. Віктор Пилипенко захистив своє право на сексуальність відкрито обстоюючи свободу особистого життя та недоторканість приватності - у своїх соцмережах Пилипенко засудив викрадення, спробу порнопомсти, а також віктимблейминг з боку ряду ЛГБТК активістів. За допомогою фотографа Віктора Височина  та активіста Владислава Бахіна  Пилипенко знявся у еротичному проєкті-маніфесті RevengePorn для відомого закордонного квір-видання Pornceptua  та у своїх соцмережах закликав українців не боятися жити повноцінним життям озираючись на думку інших там, де це не порушує чужих кордонів. А у подальшій діяльності всіляко ініціює у спільноті ЛГБТ+ військових підтримку декриміналізації порноконтенту та відповідний законопроєкт №9623

В жовтні 2023 року Сергій Жадан та Христина Соловій випустили спільний кліп на пісню "Серце", зйомки якого частково відбувалися в храмі святого Андрія у Львові. У відео з'являлись кадри з жінками, які цілуються. Це викликало негативну реакцію представників церкви. УГКЦ усунула настоятеля храму. На знак протесту Віктор Пилипенко, що перебував у відпустці після бойових дій, поцілувався зі своїм хлопцем напроти храму та як очільник спільноти  "Військових ЛГБТК+" закликав долучатися до флешмобу й цілуватися в Церкві св. Андрія у Львові

У лютому 2024 року патріарх УПЦ КП Філарет відзначив медаллю за "Жертовність та любов до України" особовий склад медичного пункту 1-го механізованого батальйону 72-ї окремої механізованої бригади ЗСУ, серед яких був і Віктор Пилипенко. Однак-після того, як церква дізналась, що Віктор – відкритий гей - медаль анулювали. Після скасування цієї нагороди розпочався флешмоб - військові, представники громадянського суспільства, почали відмовлятися від цієї нагороди на знак підтримки та з незгоди з позицією церкви.